# Tie It Up
„Tie It Up” – singel w stylu country blues amerykańskiej piosenkarki Kelly Clarkson. Utwór został wydany 25 czerwca 2013 roku. Tekst piosenki napisali Ashley Arrison, Shane McAnally, Josh Osborne i opowiada o zaręczynach i przygotowaniach do ślubu. Producentem utworu jest Shane McAnally.

## Lista utworów
Digital download – singel.
1. "Tie It Up" - 2:47

## Teledysk
Teledysk do utworu miał premierę 14 sierpnia 2013 roku na kanale Vevo. Klip wyreżyserował Weiss Eubanks. W teledysku można zobaczyć fotografie ślubne i materiały filmowe nadesłane przez fanów Clarkson. Ukazują one różne sceny z wesela, takie jak krojenie tortu, pierwszy taniec czy rzucanie bukietu przez pannę młodą. Również sama piosenkarka wciela się w rolę panny młodej. Ubrana w krótką, białą sukienkę śpiewa i skacze po scenie.

## Pozycje na listach
| Notowanie (2013/14)                            | Najwyższa pozycja |
| ---------------------------------------------- | ----------------- |
| Kanada (Canadian Hot 100)                      | 79                |
| Korea Południowa (GAON International Singles)  | 3                 |
| USA (Billboard Bubbling Under Hot 100 Singles) | 12                |
| USA (Billboard Digital Songs)                  | 63                |
| USA (Billboard Country Airplay)                | 33                |
| USA (Billboard Hot Country Songs)              | 33                |